# Maurertal
Das Maurertal  in der Venedigergruppe ist gemeinsam mit dem Umbaltal das hinterste Seitental des Virgentales in Osttirol, Österreich.
Es läuft parallel zum Hinterbichler Dorfertal von der Isel (bei Ströden) bis hinauf zum Maurerkees. Durch das Tal ergießt sich der Maurerbach. Die Stoanalm auf 1464 m ist bereits nach einer Viertelstunde vom Parkplatz Ströden aus erreichbar. Weitere Stationen auf dem anfangs dicht bewaldeten Talboden sind Maureralm (1426 m) und Göriacher Alm (1477 m).
Unterhalb des nördlichen Talschlusses befinden sich unter anderem die Essener-Rostocker Hütte, das Simonykees mit dem an dessen Fuße vorgelagerten Simonysee. Von dem das Maurertal im Norden abschließenden Höhenzug ist, vor allem im Hinblick auf die bei Tourengehern populäre Querung in das Bundesland Salzburg, das Maurertörl (3104 m) hervorzuheben.
Weitere gebirgsmorphologisch bzw. touristisch bedeutsame Punkte im Bereich des Maurertales sind das unweit der Essener-Rostocker Hütte gelegene Rostocker Eck (2749 m), die Malhamspitzen (Höhen bis zu 3.368 m), die Gubachspitzen (Höhen bis zu 3.378 m), Westliche (3481 m) wie Östliche Simonyspitze (3448 m), die Maurerkeesköpfe (höchster: 3.325 m), der Große Geiger (3360 m), der Große Happ (3352 m) sowie das bei einer Überschreitung zur Johannishütte zu passierende Türmljoch (2790 m).

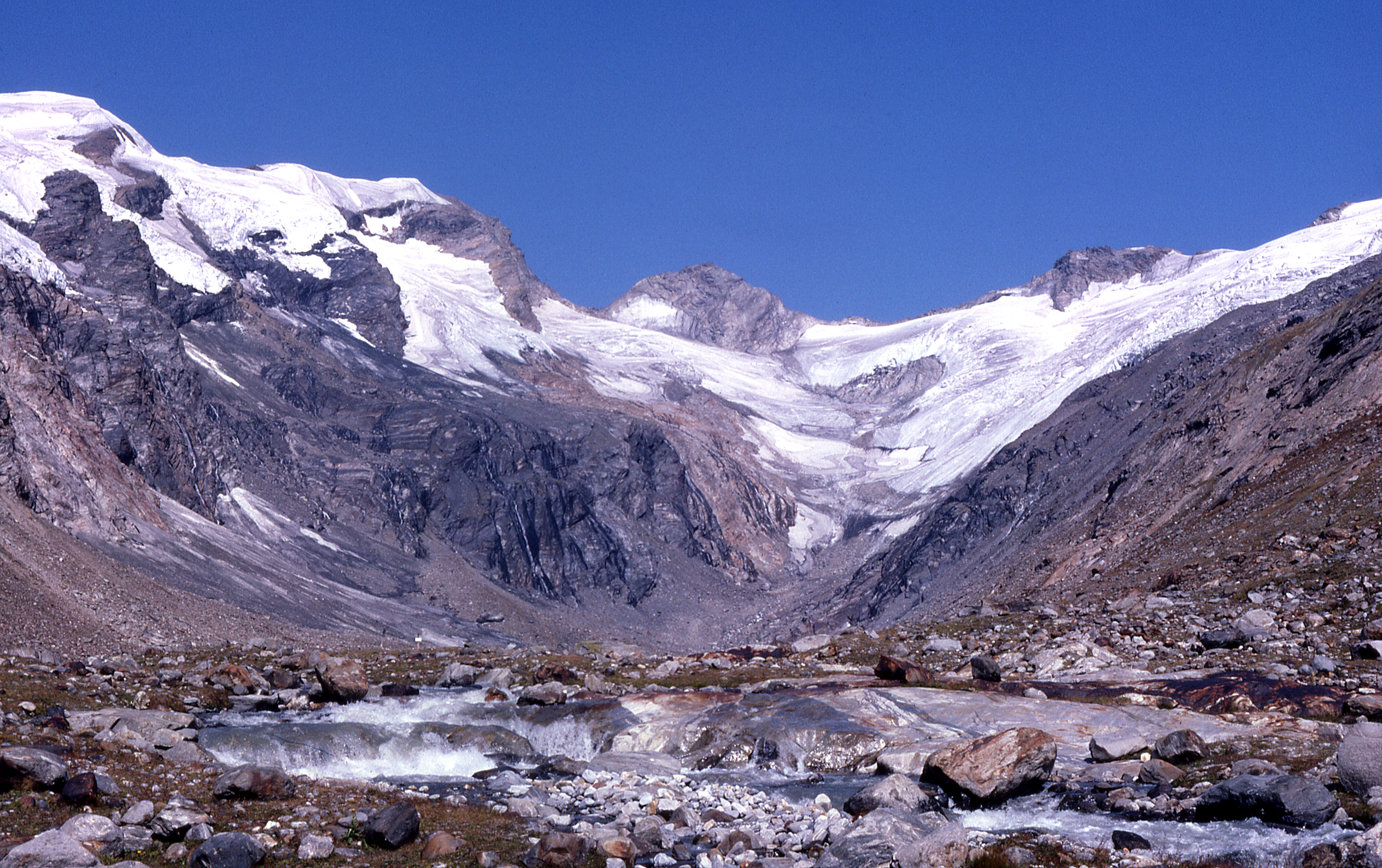
Nördliches Maurertal mit Maurerbach und Maurerkees
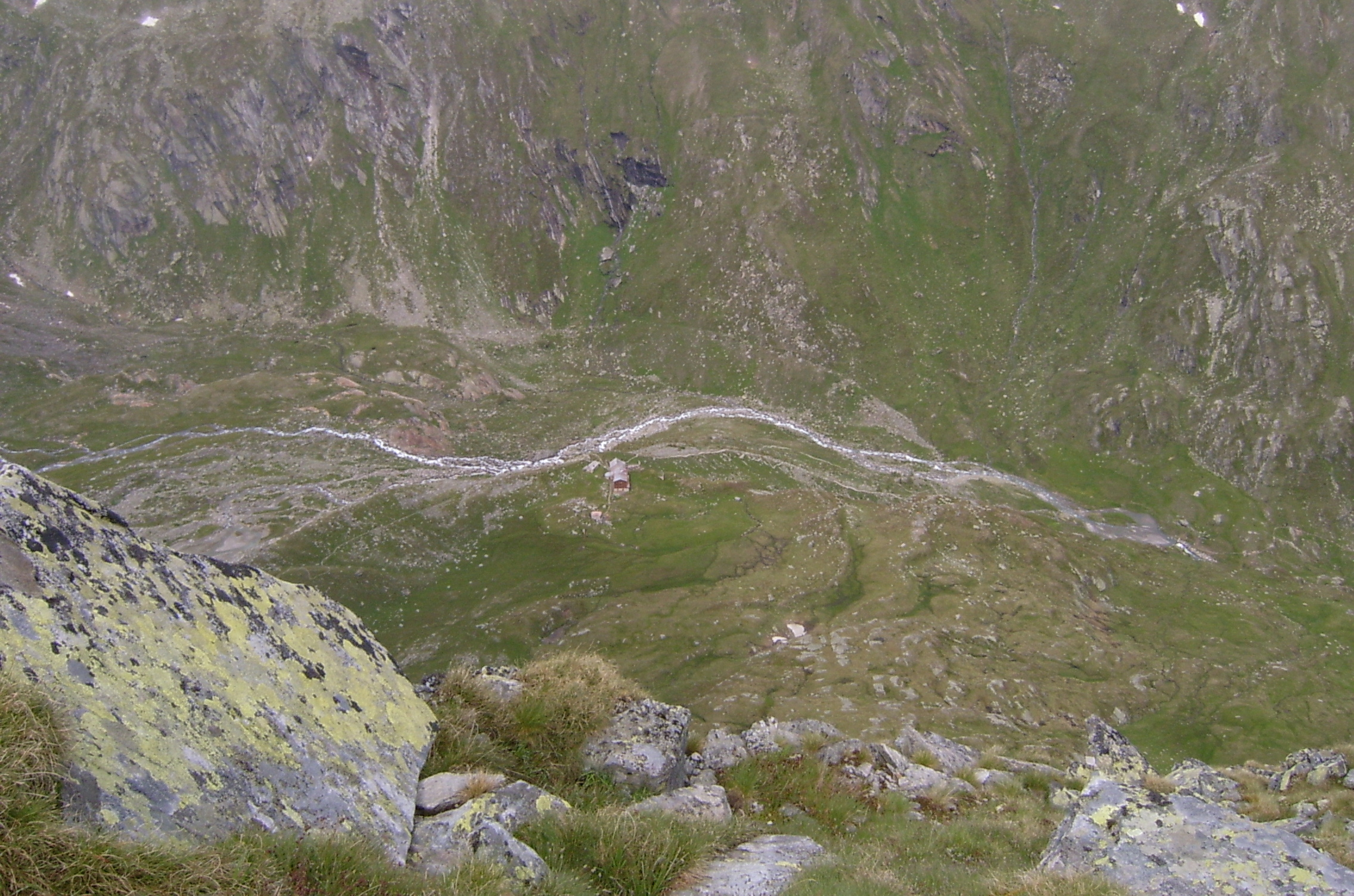
Essener-Rostocker-Hütte vom Rostocker Eck gesehen
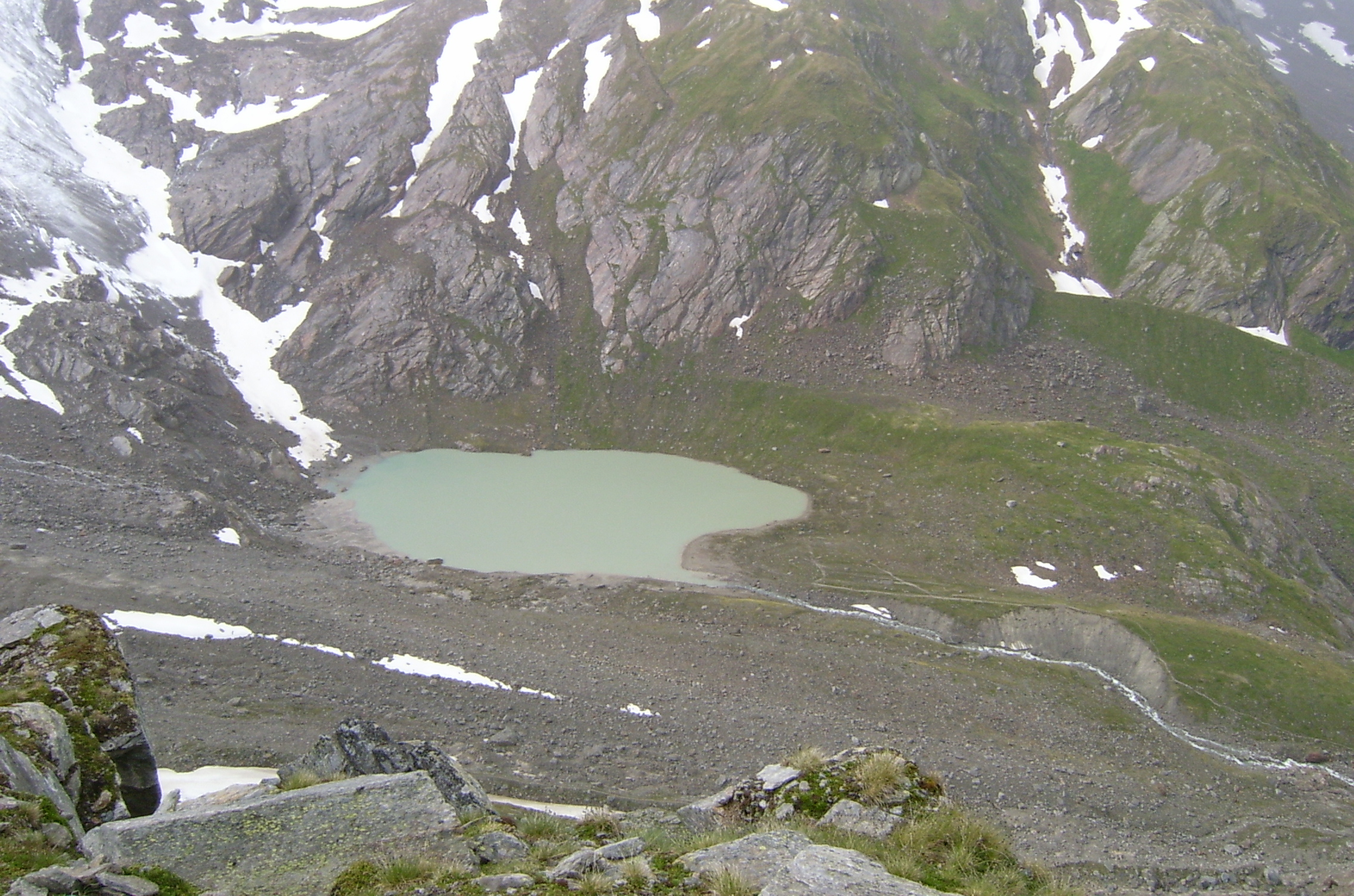
Simonysee mit Ausläufer des Simonykees